# Undefeated (single)
Undefeated is een single van de zanger Jason Derülo. Het is de eerste single van de Future History Platium Edition (2011).

## Achtergrond
In januari 2012 kwam Derülo ten val tijdens repetities van zijn wereldtour. Daardoor moest hij maandenlang herstellen. Jason wou zijn fans niet teleurstellen daarom wou hij een nieuw nummer op de markt brengen.
Het lied werd geschreven door Jason zelf en zijn fans. Tijdens het elfde seizoen van American Idol kregen de kijkers te horen dat ze mee mochten schrijven aan de volgende single van Jason Derülo. Het programma werd gesponsord door Coca Cola waardoor in de achtergrondmuziek elementen zitten van reclamespots van Coca Cola. De aparte songteksten die werden ingestuurd werden bekeken en aangepast door Jason Derülo.
Op de Youtube video van "Undefeated" zijn enkele foto's te zien van voor Jason Derülo's val.

## Optreden
Undefeated werd voor het eerst live gebracht op het podium van American Idol in 2012. Het was de eerste keer dat Derülo terug op een podium stond na zijn val enkele maanden voordien. Meteen na het optreden ging de song in première op YouTube. De eerste 10 000 downloads gratis op de American Idol website, die downloads waren na enkele minuten al weg.

## Single
Digital Download
- "Undefeated" - 3:36

Duitsland - Cd Single
- "Undefeated" - 3:36
- "Undefeated" (Michael Mind Project Remix) - 6:14

Op de single cover is er geen foto van Jason te bespeuren. Dit kwam door tijdsgebrek en ook de nekband van Derülo.
Hitnotering
| Chart (2012)                   | Peak position |
| ------------------------------ | ------------- |
| Australian Urban Singles Chart | 5             |
| Billboard Hot Top 100          | 90            |